# Дамиан Хуго Филип фон Шьонборн
Дамиан Хуго Филип фон Шьонборн-Буххайм (на немски: Damian Hugo Philipp von Schönborn-Buchheim; * 19 юни 1676, Майнц; † 19 август 1743, Брухзал) от благородническата фамилия Шьонборн, е княжески епископ на Шпайер (1719 – 1743), от 1721 г. кардинал и княжески епископ на Констанц (1740 – 1743), комтур на коменде в Аахен (1699 – 1706).

## Произход
Той е третият син на граф Мелхиор Фридрих фон Шьонборн-Буххайм (1644 – 1717) и съпругата му фрайин Мария Анна София фон Бойнебург-Ленгсфелд (1652 – 1726), дъщеря на фрайхер Йохан Кристиан фон Бойнебург-Ленгсфелд († 1672) и Анна Кристина Шютц фон Холцхаузен. Племенник е на Йохан Филип фон Шьонборн († 1673), курфюрст и архиепископ на Майнц, княжески епископ на Вюрцбург, епископ на Вормс, Лотар Франц фон Шьонборн († 1729), княжески епископ на Бамберг (1693 – 1729), курфюрст и архиепископ на Майнц (1695 – 1729), и на Георг Фридрих фон Грайфенклау, архиепископ на Майнц, епископ на Вормс († 1629).
Брат е на Йохан Филип Франц фон Шьонборн († 1724), княжески епископ на Вюрцбург (1719 – 1724), Фридрих Карл фон Шьонборн, епископ на Бамберг и Вюрцбург († 1746), Франц Георг фон Шьонборн, архиепископ на Трир († 1756), и Рудолф Франц Ервайн фон Шьонборн († 1754), дипломат и композитор.

## Образование и духовническа кариера
Дамиан Хуго не бил предназначен за религиозна кариера. Той следва в университетите във Вюрцбург, Майнц, Рим, Лайден и Льовен. През 1699 г. е компани-водач във войската на император Леополд I. От 1699 до 1706 г. той е комтур на Тевтонския орден в „Св. Аегидиус“ в Аахен и от 1707 до 1715 г. на балай Хесен в Алден-Бизен и Марбург, също посланик на Виенския двор и поема дипломатически мисии.
По предложение на полския крал Август Силния през 1715 г. е номиниран за кардинал от папа Климент XI, въпреки че още не е помазан. През 1719 г., чрез съдействието на чичо му Лотар Франц, е избран за княжески епископ на Шпайер. Едва тогава на 15 август 1720 г. е помазан за свещеник. За епископ е помазан на 24 февруари 1721 г. Кардинал фон Шьонборн участва в конклава през 1721 г., който избира папа Инокентий XIII; той се появява един ден преди края на конклава в Рим.
След конфликти със съвета на протестантския имперски град Шпайер той мести през 1723 г. резиденцията си в Брухзал, където построява разкошния дворец Брухзал. От 1724 и от 1737 г. той строи и други дворци.
Дамиан Хуго не присъства на конклава през 1724 г., който избира папа Бенедикт XIII. През 1730 г. кардинал Шьонборн участва в четиримесечния конклав в Рим, който избира папа Климент XII.
Хуго Дамиан фон Шьонборн умира на 19 август 1743 г. в Брухзал след боледуване от малария, с която е заразен по времето му в Рим. През 1755 г. той е преместен и погребан в епископската гробница, в построената от него църква „Св. Петър“ в Брухзал. Въпреки голямата му строителна активност, той оставя за наследниците си 1,8 милиона гулдена в държавната каса.
През неговото време на живот и управление е върхът на влиянието на фамилията Шьонборн в историята на империята.

## Строежи на княжеския епископ Дамиан Хуго
- Дворец Брухзал, строен от 1720
- Ловен дворец Кизлау, строен 1721
- Еремитаже (Вагхойзел), строен от 1724
- Новият дворец (Мерсбург), завършен от 1740
- Св. Петер цу Брухзал (от 1736)